# Parafia Wniebowzięcia Najświętszej Maryi Panny w Opactwie
Parafia Wniebowzięcia Najświętszej Maryi Panny w Opactwie – rzymskokatolicka parafia w Opactwie, w  powiecie kozienickim, województwo mazowieckie.

## Historia
Opactwo benedyktynów w Sieciechowie założone zostało w pierwszej połowie XII w. na kępie wiślanej. W Opactwie znajduje się klasztor benedyktyński, założony przez benedyktynów sprowadzonych przez Sieciecha z Prowansji.

### Kościół
Pierwotny kościół zakonny pw. Wniebowzięcia NMP i Dziesięciu Tysięcy Męczenników był drewniany, wyposażony w latach 1132–1139 przez księcia Bolesława Krzywoustego i Sieciecha Młodszego z rodu Toporczyków, cześnika książęcego (prawdopodobnie już wtedy komesa). Część historyków uważa, że pierwotnej fundacji dokonał Sieciech Młodszy po słynnej pielgrzymce do St. Gilles, którą odbył w ramach podziękowania za uratowanie życia w wyprawie na Kołobrzeg. Losy Sieciecha młodszego w wyprawie na Kołobrzeg szeroko opisał współczesny mu opat klasztoru św. Idziego w St. Gilles występuje obok kilku rycerzy polskich właśnie m.in. „Setehus” (Sieciech). Sieciech zwany Młodszym współfundator klasztoru zmarł 5 maja (po 1145 r.)
Nowy, także drewniany, klasztor pochodził z 1530 r. Rozbudowany i obwarowany w 1580 r. przez opata Józefa Wereszczyńskiego. Uległ spaleniu w 1682 r. Obecny jest murowany i został wzniesiony za opatów Józefa Kurdwanowskiego (1739–1748) i Wawrzyńca Bułharewicza (1748–1767). Wewnątrz ozdobiony był polichromią za opata Leonarda Prokopowicza w latach 1769–1779.
Konsekracji kościoła dokonał w 1780 r. biskup lubelski Jan Kanty Lenczewski. Po kasacie zakonu kościół funkcjonował jako parafialny.
Z klasztoru pochodził wybitny benedyktyn Mikołaj Stanisław Kieszkowski, który w oparciu o doświadczenia i rozwiązania architektoniczne z Opactwa doprowadził do zbudowania murowanego kościoła i klasztoru w Horodyszczu.
W latach 1845–1879 był opuszczony i zaniedbany. Stał się magazynem dla majątku rosyjskiego generała. Sprzęty kościelne na polecenie bp. Józefa Goldtmanna zostały rozdane innym parafiom. Rewindykacja od władz rosyjskich dokonała się staraniem ks. Wincentego Wołosewicza za zgodą cara.
W latach 1879–1884 kościół został odnowiony, a w 1885 r. na nowo konsekrowany przez bp. Antoniego Ksawerego Sotkiewicza. Po zniszczeniach I wojny światowej był odnawiany staraniem ks. Aleksandra Siweckiego. W latach 1943–1946 malarze wysiedleni z Pelplina: Alojzy Teichert, Władysław Drapiewski i jego brat odnowili malaturę rokokową. Po zniszczeniach II wojny światowej kościół ponownie był odnowiony. Restauracji dokonano też w latach 1972–1974.
Do dziś z zabudowań klasztornych zachowały się: dawny przeorat (obecnie plebania) z herbem klasztoru nad drzwiami wejściowymi, sklepienia w większości kolebkowe lub kolebkowo-krzyżowe, część wschodnia z fragmentem ściany romańskiej i dawnego refektarza, sklepiona kolebkowo z lunetami i obok sala sklepiona kolebką krzyżową (obecnie zakrystia i mieszkania dla sióstr), jak też dawny pałac opacki o charakterze klasycystycznym i dziedziniec przed klasztorem.
Kościół jest budowlą późnobarokową, zbudowaną na planie krzyża greckiego o krótszych ramionach transeptu.

### Proboszczowie
- 1942–1959 – ks. Józef Sałek
- 1959–1964 – ks. Wincenty Telus
- 1964–1970 – ks. Stanisław Tuszyński
- 1970–1989 – ks. Adam Taraś
- 1989–1992 – ks. Marian Grobelski
- 1992–1994 – ks. Jan Kieczyński
- 1994–2000 – ks. Jan Rudniewski
- 2000–2001 – ks. Andrzej Kaim
- 2001–2004 – ks. Wojciech Zdon
- 2004–2014 – ks. Zbigniew Ścierski
- 2014–2019 – ks. Henryk Kowalczyk
- od 2019 – ks. Jacenty Rejczak

### Zasięg parafii
Do parafii należą wierni z następujących miejscowości: Bąkowiec, Kępice, Łoje, Nagórnik, Opactwo, Przewóz, Wola Klasztorna, Zalesie i Zbyczyn.